# 趨性
趨性（英語：taxis，或称为趨向性）是一生物(或細胞)天生的行為反應，指其對一指向性刺激(由特定方向給的刺激)，而會有趨進(正趨性)或遠離(負趨性)刺激源的動作。趨性和向性不同，生物的趨性有移動性且顯現出趨進至遠離刺激源指向運動(Kendeigh, 1961)。例如眼蟲屬的鞭毛原生動物會趨向光源。這裡，指向性刺激為光，而其動作為趨向光。此一反應或行為稱做正趨光性，而負趨光性正是指對光刺激的反應。有許多其他類型的趨性已經被發現了，詳列如下：
- 趨風性，被風趨向。
- 趨壓性，被壓力趨向。
- 趨化性，被化學物質趨向。
- 趨電性，被電力趨向。
- 趨地性，被重力趨向。
- 趨水性，被濕氣趨向。
- 趨光性，被光趨向。
- 趨流性，被水流趨向。
- 趨溫性，被溫度梯度趨向。
- 趨觸性，被接觸趨向。

依據感覺器官的不同，趨性可以被分為屈曲趨性－一生物持續感覺環境以決定刺激的方向，對稱趨性－以兩個感覺器官來決定刺激方向，以及趨激性－和對稱趨性相似，但只以單一器官來建立其動作。

## 趨性的例子
- 飛蛾撲火-蛾類的正趨光行為(朝向光源前進)。
- 渦蟲棲息於石頭下方-渦蟲的負趨光行為(躲避光源)。
- 船蛆會集體啃食木製器具-船蛆的正趨化行為(聞到木材散發出來的木質素而過去啃食)。
- 鞭毛蟲會趨向光源-鞭毛蟲的正趨光行為(朝向光源前進)。
- 草履蟲會避開有害的高濃度鹽水，而它又會移動到有0.2％醋酸的地方-草履蟲的負趨化性(避開有害的高濃度鹽水)和正趨化性(移動到有0.2％的醋酸的地方)。
- 寄生蟲能辨認寄主-寄生蟲的正趨化行為(對寄主身上散放出來的特殊化學物質十分敏感)。
- 臭蟲總是向溫度較高的地方集中-臭蟲的趨溫性(向溫度較高的地方集中)。

## 另見
- 向性
- 趨堅性
- Kinesis (biology)